# Der Zürich-Krimi: Borchert und der verlorene Sohn
Borchert und der verlorene Sohn ist ein Fernsehfilm aus der Kriminalfilmreihe Der Zürich-Krimi aus dem Jahr 2021. Er wurde im Auftrag von ARD Degeto für Das Erste produziert. Die Erstausstrahlung der 13. Folge der Filmreihe fand am 30. Dezember 2021 statt.

## Handlung
Thomas Borchert, der Anwalt ohne Lizenz, und seine Kanzleichefin Dominique Kuster besuchen Antonius Bildermann, einen alten Freund von Borchert. Dieser kennt den Unternehmer noch aus gemeinsamen Studientagen, in denen sie zusammen ein Ruderteam bildeten. Borchert bekommt von Bildermann den Auftrag, für ihn einen Ehevertrag für seine Heirat mit Mira, seiner neuen Partnerin aufzusetzen. Bei ihrem Besuch werden Borchert und Kuster Zeugen einer Auseinandersetzung zwischen Julian, dem ältesten Sohn von Antonius, und seinem Vater. Julian lehnt die geplante Ehe ab, da er befürchtet, Mira gehe es nur um das Geld seines Vaters, das für die Weiterentwicklung des Familienunternehmens der Bildermanns dringend gebraucht wird. In diesem Unternehmen arbeitet auch Julians jüngerer Bruder Florian, der jedoch nichts gegen seine neue Stiefmutter einzuwenden scheint.
Kurz darauf wird Julian entführt und eine Lösegeldsumme in Höhe von drei Millionen Franken gefordert. Borchert erklärt sich bereit, das Lösegeld zu übergeben, und verlangt von den Entführern die Freigabe Julians. Zur Übergabe des Lösegelds fährt Borchert mit einem Boot auf den Zürichsee. Die Übergabe gelingt und Julian kann mit Borchert zu seiner Familie zurückkehren. 
Wenig später wird am Ufer des Sees eine Leiche gefunden. Der Mann ist mit einem stumpfen Gegenstand erschlagen worden. Es stellt sich heraus, dass Julian während eines Ausbruchsversuchs aus seinem Verlies anscheinend einen der Entführer mit einem Holzscheit niedergeschlagen hat. Der Fluchtversuch wird aber durch den Komplizen des Entführers vereitelt. Der Tote muss der Entführer sein, die Todesursache ist ein Schlag mit einem stumpfen Gegenstand aus Holz. Die Gerichtsmediziner stellen fest, dass der Mann erst Stunden nach dem Schlag an einer Gehirnblutung verstorben war. Es stellt sich heraus, dass er in einem Zürcher Club beschäftigt gewesen war, den Julian oft besucht hatte. Es ist Lucca, der Neffe von Eric Meier, dem zwielichtigen Besitzer des Clubs.
Die Polizei unter Hauptmann Marco Furrer ermittelt gegen Dennis Zimmer, der mit Lucca eng befreundet gewesen war. Dieser hat jedoch anscheinend ein Alibi für die Zeit der Entführung. Borchert findet heraus, wo die Hütte in den Bergen, in der Julian gefangen gehalten wurde, gelegen sein könnte. Er bringt Julian dorthin und dieser erkennt den Raum wieder, in dem er eingesperrt worden war. 
Borchert setzt sich telefonisch mit Dennis Zimmer, dem Besitzer der Hütte, in der Julian gefangen gehalten wurde, in Verbindung. Doch bevor sich Borchert mit ihm treffen kann, wird dieser von einem Auto angefahren und überrollt. Im Auto des Ermordeten findet die Polizei sein handschriftliches Geständnis, dass er im Auftrag von Julian gehandelt habe. Hautspuren, die ebenfalls Julian zugeordnet werden können, werden unter den Fingernägeln Zimmers gefunden.
Julian hatte vor der Entführung immer wieder heftige Auseinandersetzungen mit seinem Vater wegen dessen geplanter Eheschließung mit Mira. Schließlich forderte er von ihm die Ausbezahlung seines Erbteils als ältester Sohn, wie es in einem alten Familienvertrag festgelegt worden war. Damit wäre aber die Weiterführung eines Patents der Firma seines Vaters und deren weitere Existenz gefährdet gewesen. Durch die Entführung und die Lösegeldzahlung ist das Geld jedoch ohnehin verloren.
Beide Entführer sind nun tot und immer deutlicher fällt der Verdacht Furrers auf Julian Bildermann, der offenbar seine eigene Entführung inszeniert hatte, um zu seinem Erbteil zu kommen. Eine Hausdurchsuchung wird angeordnet. Offenbar war es Julians Auto, mit dem Dennis Zimmer überfahren wurde. In Julians Zimmer werden markierte Scheine aus dem Lösegeld gefunden. Alle Indizien deuten auf Julian hin.
Borchert und Kuster halten jedoch weiterhin zu ihm. Borchert nimmt an, dass die Beweise absichtlich platziert worden sind, um Julian unter Verdacht zu bringen. Dennoch wird Julian verhaftet und ins Gefängnis gesteckt. 
Auch Mira hätte ein Motiv gehabt, denn zum Zeitpunkt der Entführung war sie total überschuldet. Die Entführung hätte sowohl eine Gelegenheit geboten, sich an Julian wegen seiner Widerspenstigkeit zu rächen, als auch Geld für die Rückzahlung ihrer Schulden zu bekommen. Doch als Borchert sie zur Rede stellt, beteuert sie, in der Beziehung zu Antonius Bildermann sei es nur um Liebe gegangen, nicht um Geld. Sie könnte Julian niemals etwas antun, auch wenn er sich gegen ihre Beziehung mit Antonius gestellt habe. 
Im Gefängnis wird Julian im Speisesaal von einem Mithäftling niedergeschlagen. Borchert nimmt an, dass es sich bei dem Mithäftling um einen von Eric Meiers Leuten gehandelt hat. Er besucht wieder den Club Meiers und wird dort von Meiers Leuten mit einem Elektroschocker betäubt. Als Borchert wieder zu sich kommt, sitzt er Meier gegenüber. Dieser will die Wahrheit über den Tod seines Neffen erfahren. Er macht Borchert klar, dass er nicht der Auftraggeber der Entführung war.
Borchert besorgt sich im Archiv des Notars den Familienvertrag von 1910, aus dem hervorgeht, dass der Anspruch des ältesten Sohns, sein Erbteil vorzeitig ausbezahlt zu bekommen, dann erlischt, wenn dieser zu einer Freiheitsstrafe von mehr als zwei Jahren verurteilt worden sei. 
Furrer, der inzwischen seine private Beziehung zu Dominique Kuster weiter ausgebaut hat, erklärt sich bereit, Julian enthaften zu lassen. Borchert ruft Kuster an und erklärt, dass Julian seine Ansprüche verliert, wenn er für längere Zeit eine Gefängnisstrafe antreten muss. Es wird also deutlich, dass jemand die Beweise manipuliert hat. Das kann jedoch nur jemand sein, der der Familie sehr nahe steht und Zugang zu Julians Zimmer und seinem Wagen gehabt hat.
Thomas Borchert und Antonius Bildermann treffen sich beim Bootshaus, wo sie früher fürs Rudern trainiert hatten. Er erzählt Antonius, dass er damals auch einen Krieg gegen seinen Vater geführt habe. Er hat Antonius im Verdacht, seinen eigenen Sohn entführt zu haben, weil er der Ehe mit Mira entgegengestanden war. Doch Antonius weist diesen Verdacht vehement zurück. 
Antonius hat seine beiden Söhne stets gleich behandelt und versucht, sie zu selbstständigen Menschen zu erziehen. Seinen jüngeren Sohn Florian hatte er in einen Martial-Arts-Club geschickt, wo er Kampfsport trainieren durfte und lernen konnte, sich durchzusetzen. Wie sich für Borchert herausstellt war einer seiner Trainer dort Dennis Zimmer. Auf Bildern aus Eric Meiers Club wird deutlich, dass sich Florian und Lucca Meier sehr nahegestanden haben müssen. Alle Fäden scheinen nun bei Julians Bruder Florian zusammenzulaufen.
Florian wird von einem Auto niedergefahren, als er mit dem Fahrrad unterwegs ist. Der Lenker des Autos ist Eric Meier, der aus dem Wagen springt und Florian zu einem Geständnis zwingt. Eric Meier geht es um das Lösegeld, das er als Entschädigung für den Tod seines Neffen einstreifen will.  
Als Florian nach Hause zurückkommt, ist er erstaunt, dass Julian so schnell aus dem Gefängnis entlassen worden ist. Julian ist weiterhin der Meinung, dass es Mira war, die die Entführung inszeniert hat. Noch fällt sein Verdacht nicht auf Florian. Denn dieser hat ein Alibi, weil er zur Zeit der Entführung in Marseille war. Borcherts Büro findet jedoch heraus, dass Florian schon zwei Tage früher aus Marseille zurückgekehrt war. 
Florian trifft sich mit Eric Meier. Dieser will das restliche Lösegeld von ihm abgreifen und bekommt es auch. Borchert beobachtet die Szene. Lucca war Florians bester Freund, sein Tod war nicht eingeplant. Deshalb wurden die Spuren auf Julian gelenkt. Vor dem Haus von Antonius kommt es zur Auseinandersetzung zwischen den Brüdern. Borchert kann Julian noch rechtzeitig von Florian weg ziehen. Verletzt wird dieser ins Gefängniskrankenhaus eingeliefert. Antonius hat die Szene beobachtet. Nun bedankt er sich bei Borchert, dass er den Fall endlich zu einem Ende geführt hat. Schließlich treffen sich die beiden Freunde beim Bootshaus zum Rudern.

## Hintergrund
Der Film wurde vom 12. November 2020 bis zum 12. Dezember 2020 in der Schweiz an Schauplätzen in Zürich sowie in der tschechischen Hauptstadt Prag gedreht.

## Rezeption

### Kritik
Die Kritiker der Fernsehzeitschrift TV Spielfilm fassten Borchert und der verlorene Sohn mit den Worten „Zürich brennt: ein außergewöhnlich actionreicher Fall“ zusammen. Sie bewerteten den Film mit Daumen hoch.
Oliver Armknecht von film-rezensionen.de meint dagegen „‚Der Zürich-Krimi: Borchert und der verlorene Sohn‘ geht etwas unerwartete Wege, wenn der Streit ums Erbe zu einer Entführung führt. Das hängt aber mehr damit zusammen, dass die Geschichte völlig unglaubwürdig konstruiert ist. Da zudem jede Spannung fehlt, wird die Suche nach dem Täter schnell zu einer Qual.“ und vergibt 3 von 10 Punkten.

### Einschaltquoten
Bei der Erstausstrahlung verfolgten 5,40 Millionen Zuschauer die Filmhandlung, was einem Marktanteil von 18,2 Prozent entsprach. Bei den 14–49-Jährigen verfolgten 0,40 Millionen Zuschauer die Filmhandlung, mit einem Marktanteil von 6,0 Prozent.